# Макс Дворжак
Макс Дворжак (чеськ. Max Dvořák; (4 червня 1874 року, Роудніце над Лабем — 8 лютого 1921 року, Чехословаччина) — австрійський історик мистецтва, професор історії мистецтв у Віденському університеті, член Віденської класичної школи.

## Біографія
Макс Дворжак народився 4 червня 1874 року в Рудніце над Лабемом в родині богемського архівіста і бібліотекаря.
Дворжак навчався в університетах Праги та Відня. У 1897 році він захистив кандидатську дисертацію з історії у Відні. Макс Дворжак зазнав впливу історика мистецтва Франца Вікхоффа, зосередив свою увагу на історії мистецтва і в 1901 році написав книгу про рукописи богемського тринадцятого і чотирнадцятого століття (1901)

## Кар'єра
У 1902 році Макс Дворжак призначений викладачем історії мистецтва у Віденському університеті. Він був куратором громадських пам'яток Австрії. У 1909 році був призначений дійсним професором історії мистецтва у Віденському університеті, що викликало певні проблеми серед націоналістів художнього факультету через чеське походження Дворжака. Тому Йозеф Стшиговський створив власний конкуруючий інститут історії мистецтв, відомий як «Вінерський інститут», в межах одного університету, в результаті чого Дворжак та Стшиговський викладали з двох різних «центрів історії мистецтва».
Дворжак був одним з головних представників Віденської школи історії мистецтв, його найважливіша публікація — про концепцію історії мистецтва як історії ідей . У 1905 році він перейшов на посаду генерального куратора Імператорської центральної комісії з вивчення та збереження мистецьких та історичних пам'яток, сьогодні Бундесденкмаламта. Він допоміг зберегти багато австрійських художніх скарбів після Першої світової війни. Він у 1907 році створив опис пам'яток Австрії та Угорщини. У 1907 році Дворжак створив перший повний каталог пам'яток. У 1916 році опублікував свою працю «Katechismus der Denkmalpflege», в якій він представив широке бачення проблем охорони пам'яток.

## Особисте життя та смерть
Макс Дворжак помер від інсульту 8  лютого 1921 року під час візиту до свого друга графа Хуена фон Беласі у замку Еммагоф у Південній Моравії. Він залишив вдову та двох дітей. Похований на кладовищі Грусбаха, у почесній могилі.

## Спадщина
Дворжак вплинув на кількох істориків мистецтва, серед яких Фредерік Анталь, Отто Бенеш, Дагоберт Фрей, Гвідо Кашніц фон Вайнберг, Еміль Кауфман, Людвіг Мюнц, Карл Марія Свобода, Ганс Тітце та Ліонелло Вентурі.
Його архіви зберігаються у Віденському університеті.
У 1921 році австрійський скульптор Адольф Лоос сконструював мавзолей для Дворжака, який залишився незбудованим.

## Публікації
- «Die Illuminatoren des Johann von Neumarkt.» In Jahrbuch der Kunsthistorischen Sammlungen des Allerhöchsten Kaiserhauses, Vol. 21 (1901), pp. 35–127.
- «Das Rätsel der Kunst der Brüder van Eyck», In Jahrbuch der Kunsthistorischen Sammlungen des Allerhochsten Kaiserhauses, Vol. 24 (1904), pp. 161—317.
- Katechismus der Denkmalpflege (1916, 2nd edition, 1918).
- «Idealismus und Naturalismus in der gotischen Skulptur und Malerei.» In Historische Zeitschrift, Vol. 119 (1918), pp. 1–62, 185—246.
- Oskar Kokoschka: Variationen über ein Thema. Vienna: Richard Lányi, 1921.
- Kunstgeschichte als Geistesgeschichte: Studien zur abendländischen Kunstentwicklung. Munich: R. Piper, 1924.
- Geschichte der italienischen Kunst im Zeitalter der Renaissance, 2 vols. (1927–28)
- Gesammelte Aufsätze zur Kunstgeschichte. Edited by Karl Maria Swoboda and Johannes Wilde. Munich: Piper, 1929.
- Die Gemälde Peter Bruegels des Alteren. Vienna: Schroll, 1942.
- «El Greco and Mannerism.» The Magazine of Art, Vol. 46 no. 1 (1953), pp. 14–23.
- Idealism and Naturalism in Gothic Art. Notre Dame, IN: University of Notre Dame Press, 1967.
- The History of Art as the History of Ideas. Boston: Routledge & Kegan Paul, 1984.